# 눈치
눈치(문화어: 눈기)는 말 그대로 "다른 사람의 기분이나 또는 어떤 주어진 상황을 때에 맞게 빨리 알아차리는 능력, 혹은 그에 대한 눈빛"이라는 뜻으로서, 다른 사람의 기분을 빨리 파악하고 대인 관계를 유지시키기 위한 수단이다. 눈치는 의사 소통에 필요한 매우 중요한 요소이기도 하다.
17세기에 눈치(눈츼, 眼勢)라는 표현이 처음 등장한다.

## 인간관계

### 일종의 감정으로써
다른 의미로서의 눈치로는 "주변의 시선이나 분위기를 의식하게 되는 감정, 혹은 그에 따라 움직이는 것"을 뜻하기도 한다. 한국어 화자들은 누군가가 주변의 시선을 생각하며 위축되어 무언가를 이루기 힘들 때, 위축된 사람의 기운을 북돋기 위해 "눈치 살피지 마라" 라고 할 수 있으며, 혹은 체면을 차리기 위해 다른 사람들 앞에서 어떠한 행동을 하지 못하거나, 일부러 평소 하지 않던 어떠한 행동을 하거나 고의적으로 하기 싫어하던 행동을 할 때 "눈치 살핀다" 라고 말하곤 한다.

## 같이 보기
- 암묵적 지식